# Wolfersdorf (Alto Reno)
Wolfersdorf é uma comuna francesa na região administrativa de Grande Leste, no departamento Alto Reno. Em 2010 a comuna tinha 379 habitantes (densidade: 103,6 hab./km²).